# 223e régiment d'artillerie coloniale
Pour les articles homonymes, voir 223e régiment.
Le 223e régiment d'artillerie lourde coloniale mixte malgache (223e RALCMM) est une unité des troupes coloniales de l'Armée de terre française ayant participé à la Seconde Guerre mondiale. 

## Historique
À la mobilisation, début septembre 1939, le 223e régiment d'artillerie coloniale (223e RALC) est formé à Troyes, avec le 23e régiment d’artillerie coloniale. Ces deux régiments forment l'artillerie de la 6e division d'infanterie coloniale (6e DIC). Le 223e RALC est équipé de canons de 155 C modèle 1915 Schneider,, en deux groupes (Ve et VIe).
En avril et début mai, le 223e RALC et le 23e RAC deviennent des régiments mixte malgaches, par amalgame entre les européens mobilisés en septembre 1939 et d'un milliers d'artilleurs malgaches,.
Placée depuis février 1940 dans la région de Bar-le-Duc (IIIe armée), la 6e DIC est rattachée le 14 mai à la IIe Armée, en difficulté dans les Ardennes après la percée allemande.
Du 17 au 19 mai, la 6e DIC relève le 2e DLC dans le secteur de Stonne - Beaumont-en-Argonne - Sommauthe (environ 20 km au sud de Sedan). La division tient la zone malgré les attaques allemandes. Le 26 mai, la 6e division d'infanterie (6e DI) relève la 6e DIC mais le 23e RACMM et le 223e RALCMM restent en soutien de la 6e DI.
La 6e DIC prend position à l'ouest de l'Argonne mi-juin mais l'artillerie ne parvient pas à la rejoindre avant l'assaut allemand le 12 juin et l'ordre de repli donné au soir. Alors que la division fait mouvement vers le sud-est, les colonnes de ravitaillement de 223e RALCMM sont capturées par les blindés allemand le 13.
La division s'installe en forêt de Belval le 13 au soir, le 223e RALCMM prenant position au nord-ouest de Laheycourt. L'attaque allemande est déclenchée le lendemain dès 4 h du matin mais ne parvient pas à percer le front de la division. Lorsque la division se replie au soir, le régiment ne reçoit pas l'ordre de repli. Le colonel prend vers minuit l'initiative de faire reculer son régiment, qui est alors seul face aux Allemands.
Le 19 juin, la division défend la zone entre Bagneux et Colombey-les-Belles. L'attaque allemande du lendemain est stoppée par le Ve groupe du 223e RALCMM. La 6e DIC disparaît le 22 juin après la signature de l'Armistice.

### Témoignages du223eRALCMM
- Jean Raillard, Génération sacrifiée : Récit de captivité 1940-1945, 2006 (lire en ligne).
- Paul Adrien, 15e batterie, Paris, Baudinière, 1944, 255 p.